# Alimpești
Alimpești è un comune della Romania di 2209 abitanti, ubicato nel distretto di Gorj, nella regione storica dell'Oltenia.
Il comune è formato dall'unione di 5 villaggi: Alimpești, Ciupercenii de Olteț, Corșoru, Nistorești, Sârbești.